# Борбени бидаман
Борбени бидаман (енгл. Battle B-Daman), односно Б-легенда! Борбени бидаман (јап. B-伝説! バトルビーダマン, Bī-Densetsu! Batoru Bīdaman) у Јапану, је манга коју је написао и илустровао Еиџи Инуки. Серијализовала се од 2002. до 2005. године у Шогакукановој манга ревији CoroCoro Comics. Четврта је инкарнација манги/ТВ серија базираних на франшизи играчака Бидаман. 
Манга је 2004. године адаптирана у аниме серијал од две сезоне, од којих је само прва синхронизована на српски језик као „Б-даман” и „Бидамони”.

## Синопсис
Бидамани су мини-роботи из којих играч испаљује моћне пројектиле облика кликера. Јамато Делгадо (јап. Дајва) је амбициозни бидаман борац који заједно са својом старатељком живи у мирном и малом граду. То јест, све док не упозна мистериозног дечака званог Греј који је у потрази за легендарним стенама. Јамато напокон добија прилику да истражи свет и учествује у правим бидаман биткама. 

## Франшиза

### Манга
Мангу Борбени бидаман написао је илустровао Еиџи Инуки. Серијализовала се од 15. марта 2002. до 15. октобра 2005. године у Шогакукановој ревији CoroCoro Comics. Поглавља су сакупљена у осам томова. Први је изашао 28. октобра 2002., а последњи 24. децембра 2005. године.

### Аниме
Манга је адаптирана у аниме серијал настао у продукцији студија TV Tokyo, Yomiko Advertising, d-rights, Heewon Entertainment и Nippon Animation. Прва сезона, сачињена од 52 епизоде, оригинално се емитовала од 5. јануара до 27. децембра 2004. године у Јапану. Друга сезона, Battle B-Daman: Fire Spirits!, емитовала се од 10. јануара до 26. децембра 2005. године, са укупно 51 епизодом.
Прву сезону је на српски синхрнозиовао Хепи ТВ, и серија је 2006—2007. године емитована на њиховом каналу као „Бидамони” и „Б-даман”. За основу је узета америчка синхронизација.

#### Улоге
| Име лика          | Српски глас             |
| ----------------- | ----------------------- |
| Јамато Делгадо    | Горан Јевтић            |
| Греј, Абаба итд.  | Радован Вујовић         |
| Тери, Армада итд. | Срђан Јовановић         |
| Лијена            | Јелена Ђорђевић Поповић |
| Б-ДаМаге итд.     | Маша Дакић              |

### Видео игрице
Постоје две видео игрице базиране на овом наслову. Прва, базирана на првој сезони, објављена је 5. августа 2004. године за конзолу Game Boy Advance. У Јапану је позната као B-Legend! Battle B-Daman: Blaze! B-Spirits!! (B-伝説! バトルビーダマン 〜燃えろ!ビー魂!!〜, B-Densetsu! Batoru B-Daman: Moero! B-Tamashī!!), а на интернационалом тржишту као Battle B-Daman. Наставак, базиран на другој сезони, објављен је 4. августа 2005. године за исту конзолу.

## Спољашњи извори
- Бидаман (аниме) на сајту ТВ Токија (језик: јапански)
- Бидаман (аниме) на сајту d-rights-а (језик: јапански)